# Voyage au cœur de la Lune
 (juin 2015).
Si vous disposez d'ouvrages ou d'articles de référence ou si vous connaissez des sites web de qualité traitant du thème abordé ici, merci de compléter l'article en donnant les références utiles à sa vérifiabilité et en les liant à la section « Notes et références ».
Voyage au cœur de la Lune est un jeu vidéo d'aventure en pointer-et-cliquer développé par Kheops Studio et édité par The Adventure Company, sorti en 2005 sur PC (Windows). Le jeu est inspiré des romans de Jules Verne De la Terre à la Lune et Autour de la Lune, mais inclut quelques éléments du roman Les Premiers Hommes dans la Lune de H. G. Wells.

## Scénario
L'histoire débute de la même façon que le roman. Le Gun Club de Baltimore a décidé de lancer la construction d'un canon gigantesque, la Columbiad, destiné à propulser un obus vers la Lune. Par la suite, trois passagers s'y embarquent : le colonel Impey Barbicane, président du Gun Club, le capitaine Nicholl, son ennemi avec lequel il s'est temporairement réconcilié, et Michel Ardan, un Français excentrique qui a eu l'idée du voyage en question. Le jeu commence lorsque Ardan se réveille dans l'obus, après avoir perdu connaissance lors de la détonation. C'est à ce moment-là que le jeu diffère du livre.
Michel Ardan, après s'être assuré qu'il était bien en route vers la Lune, se rend compte que ses compagnons de voyage sont décédés, et ce de morts non naturelles. Il découvre un message à son intention, écrit de la main de Barbicane. Celui-ci lui révèle que, puisque les réserves d'air et les provisions sont insuffisantes pour trois à cause d'une erreur lors du chargement, lui et Nicholl se sont sacrifiés pour lui laisser une chance d'atteindre la Lune. Ardan se retrouve donc seul pour manœuvrer lors de l'alunissage.
Sur la surface lunaire, il découvre vite que tout n'est que désolation, dépourvu d'atmosphère et recouvert d'une neige bleue. Mais lorsque le Soleil se "lève" sur la Lune, cette neige (qui s'avère être de l'air gelé) fond rapidement et offre une atmosphère aux contrées lunaires. Dès lors, une étrange végétation de plantes géantes surgit soudainement, quittant sa nuit. Michel Ardan, à présent capable de quitter l'obus, doit faire face à cet écosystème hostile comprenant cinq espèces :
- la Strangulica ;
- la Voracia ;
- la Mephitia ;
- la Sagittaria ;
- la Gladiata.

De plus, il rencontre des Sélénites (habitants de la Lune) à l'intelligence peu développée et se nourrissant des fruits de ces plantes. Pour apaiser leur hostilité, ces fruits sont les meilleurs moyens disponibles.
Le plus intéressant reste néanmoins les vestiges d'une nécropole que le héros découvre. Visiblement, les Sélénites venaient à la fin de leurs vies y admirer la Terre et y mourir. D'autres vestiges témoignent de la grandeur passée de la civilisation lunaire, ainsi que d'une possible présence humaine sur la Lune.
Peu après, en s'aventurant dans les cavernes, Ardan tombe nez à nez avec des Sélénites doués d'intelligence qui l'emmènent devant un dignitaire. Celui-ci révèle à Ardan que les Sélénites vénéraient autrefois la Terre. Puis, en construisant un gigantesque canon, ils y ont voyagé, ont apprivoisé les humains encore primitifs, et en ont ramené certains sur la Lune. Peu à peu, les Sélénites favorisant l'isolationisme, le culte de la Terre fut abandonné et les peuples se sont réfugiés dans leurs cavernes. Aujourd'hui, le Grand Lunaire règne sur ces peuples, et une atmosphère de méfiance et de mépris est ressentie envers les humains.
Le dignitaire annonce à Ardan que, depuis qu'il est arrivé, un insecte s'est posé sur lui et le surveille. C'est ainsi que les autorités lunaires ont su qu'il avait profané une nécropole et approché les Sélénites retardés qui vivent avec les plantes. Ces crimes lui sont cependant pardonnés pour son caractère primitif d'humain. Mais Ardan, souhaitant démontrer que l'Humanité mérite plus de respect pour ses réalisations, décide d'épater les Sélénites en retournant par lui-même sur Terre.
Le reste du jeu voit Ardan tenter de réactiver le vieux canon de la Lune, mettre au point l'explosif et demander de l'aide et du matériel au Gun Club sur Terre en utilisant des signaux lumineux. En fin de compte, son entreprise est couronnée de succès et il quitte la Lune, ce qui irrite le Grand Lunaire qui ne veut pas voir des hordes humaines affluer sur la Lune et troubler l'équilibre de leur civilisation.
Le jeu se termine lorsque Michel Ardan atterrit sur l'Île mystérieuse et est accueilli par le capitaine Nemo qui en a fait son repaire. La narration finale laisse entendre que les deux hommes pourraient tenter un retour vers la Lune, alors que les Sélénites mettent en place des mesures pour empêcher cela.

## Système de jeu
Comme l'ensemble des jeux du studio Kheops, Voyage au cœur de la Lune utilise le système de "point and click".
Le moteur graphique utilisé est le même que pour les autres jeux Kheops.

## Différences avec les romans
- Dans le roman, Barbicane et Nicholl ne meurent pas, les provisions étant suffisantes.
- L'obus n'atteint pas la Lune dans le livre. Au contraire, le passage d'une météorite à proximité le dévie légèrement de sa trajectoire, et il effectue un tour complet de la Lune, découvrant sa face cachée et les vestiges d'une civilisation sélénite.
- Dans le jeu, les éléments comme l'air glacé en neige bleue, la flore exotique, ou encore la civilisation sélénite isolationiste gouvernée par le Grand Lunaire, viennent du roman de H. G. Wells Les Premiers Hommes dans la Lune.

## Autres détails
- Ce jeu accompagne visiblement Retour sur l'île mystérieuse, puisqu'il se termine sur cette île un siècle auparavant.
- En 2011, Microids lance une adaptation du jeu en trois parties sur iPad[1].

## Accueil
- Adventure Gamers : 4/5[2]
- Jeuxvideo.com : 13/20[3]